# Cai Weiyan
Cai Weiyan (República Popular China, 25 de octubre de 1973) es una atleta china retirada especializada en la prueba de salto con pértiga, en la que consiguió ser medallista de bronce mundial en pista cubierta en 1997.

## Carrera deportiva
En el Campeonato Mundial de Atletismo en Pista Cubierta de 1997 ganó la medalla de bronce en el salto con pértiga, con un salto por encima de 4.35 metros que fue récord de Asia, tras la estadounidense Stacy Dragila que batió el récord del mundo con 4.40 metros, y la australiana Emma George (plata también con 4.35 metros pero en menos intentos).